# Cembra Money Bank
Die Cembra Money Bank AG ist eine Schweizer Anbieterin von Finanzierungslösungen und -Dienstleistungen mit Sitz Zürich. Cembra firmierte bis zum Börsengang Anfang November 2013 unter dem Namen GE Money Bank und war Teil des General Electric Konzerns. Seit November 2013 ist die Finanzdienstleisterin an der Schweizer Börse kotiert. Hauptaktionäre sind derzeit UBS Fund Management (Schweiz), Credit Suisse Funds AG und Swisscanto Fondsleitung AG.

## Geschichte
Im Jahre 1912 wurde die konsumkreditorientierte Bank Prokredit gegründet. Sie gelangte 1998 unter die Fittiche von GE Capital, welche bereits im Vorjahr ein weiteres Schweizer Konsumkreditgeschäft, die 1953 gegründete Bank Aufina, erworben hatte. Im Jahr 2006 kam es unter dem Namen GE Money Bank zum Zusammenschluss der vorher zur UBS gehörenden Bank Prokredit mit der Bank Aufina. Im Sommer 2013 sollte die GE Money Bank an die Aduno Gruppe verkauft werden, die Transaktion scheiterte aber im letzten Moment.
Im Herbst 2013 folgte dann der Börsengang als Cembra Money Bank AG. Der geglückte IPO gilt als erster grösserer Börsengang an der Schweizer Börse seit langem. Der Name Cembra leitet sich von der lateinischen Bezeichnung für die Zirbelkiefer pinus cembra ab und symbolisiert die Markenwerte von Cembra.
2017 hat Cembra die 2011 gegründete swissbilling SA aus Lausanne übernommen. Seit 2023 wird deren Service für Rechnungskauflösungen unter dem Namen Später bezahlen auch in der Bezahl-App Twint angeboten. 2019 hat Cembra die cashgate AG von der Aduno Gruppe übernommen. 2022 übernahm Cembra die Byjuno AG. Im Frühling 2023 lancierte Cembra den neuen Geschäftsbereich CembraPay und bündelte darin ihre Tochtergesellschaften Swissbilling und Byjuno. Die Einführung der neuen Marke war ein weiterer Schritt im Ausbau des Bereichs Buy Now Pay Later (BNPL).

## Geschäftsfelder
Cembras Produktepalette umfasst Privatkredite, Fahrzeugfinanzierungen, Kreditkarten, den Vertrieb von damit zusammenhängenden Versicherungen, sowie Rechnungsfinanzierungen und Sparprodukte. Die Bank betreibt ihr Geschäft in allen Schweizer Landesteilen über ein Netz von Filialen, der Online-Präsenz sowie Kreditkartenpartner, unabhängige Vermittler und Autohändler. Im Juli 2022 führte Cembra die eigene Kreditkartenfamilie Certo! ein. Alle Karten der Bank lassen sich mit Apple Pay, Samsung Pay, Garmin Pay, Fitbit Pay, SwatchPay! und Click-to-Pay nutzen.

## Unternehmensführung
Holger Laubenthal ist CEO und Franco Morra Verwaltungspräsident.